# Luigi Caflisch
Luigi Caflisch (Trin, 30 novembre 1791 – Coira, 17 aprile 1866) è stato un imprenditore svizzero, una delle figure di spicco dell'imprenditoria napoletana tra il XIX e il XX secolo. Al marchio Luigi Caflisch & Co. è legata la storia della pasticceria napoletana a cavallo delle grandi trasformazioni che portarono alla nascita dello Stato italiano.

## Biografia

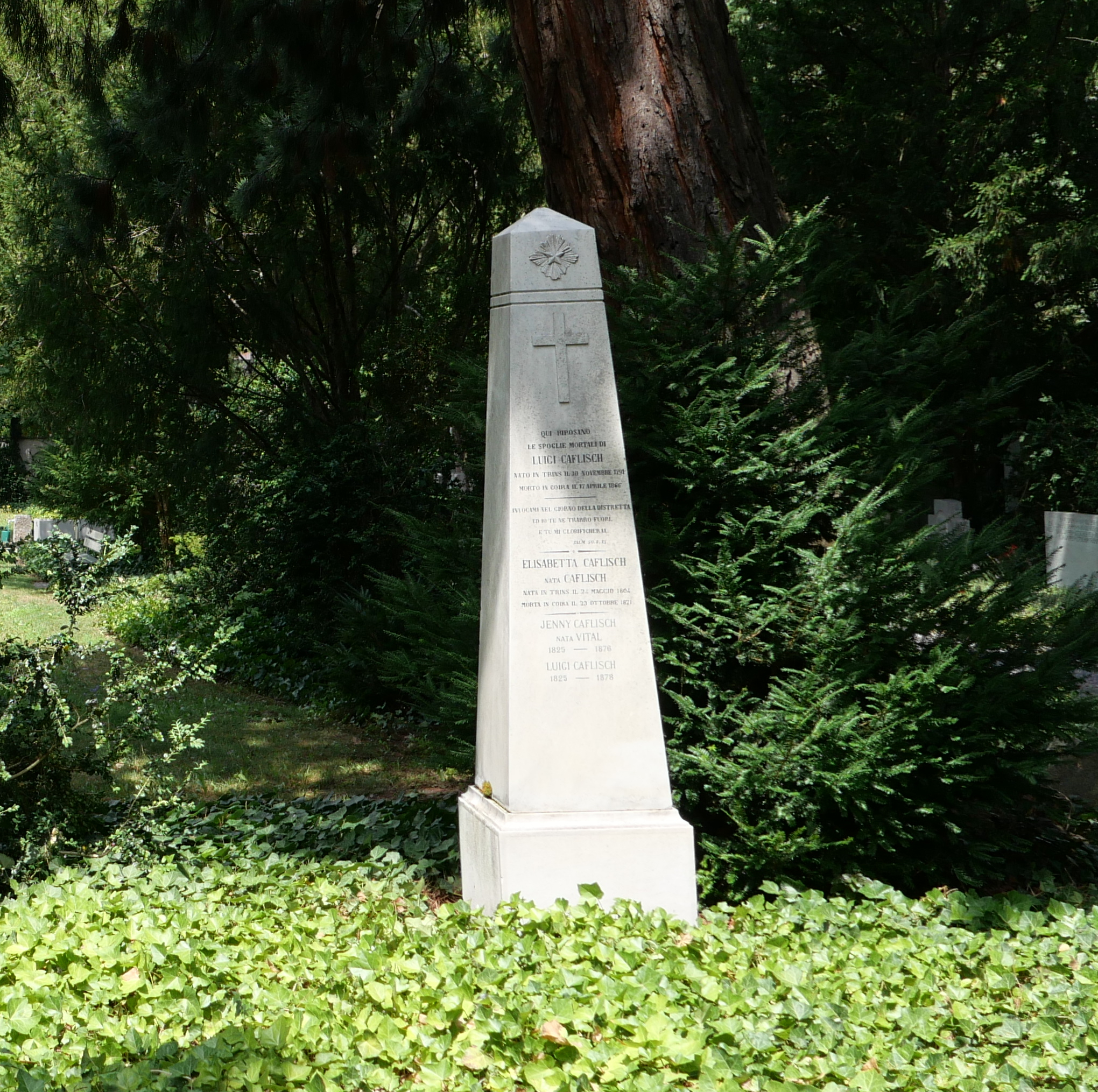
La tomba di Caflisch, della moglie Elisabetta, nata Caflisch e solo omonima(1804-1871), del figlio Luigi (1825-1878) e della moglie Jenny, nata Vital (1825-1876), nel cimitero di Daleu a Coira.

Nato nel 1791 in un paesino dell'attuale Canton Grigioni, Trin, e figlio di Durisch Caflisch, si spostò da giovane per un periodo di apprendistato a Livorno, per poi fondare in quella città la prima bottega "Luigi Caflisch & C.", quindi altre due rispettivamente a Lucca e Modena. Successivamente si spostò fino a Roma e poi a Napoli, in via Santa Brigida, sempre nel ramo di pasticceria e distilleria. L'attività continuò anche con il figlio, Luigi Caflisch junior, e i discendenti, espandendosi anche in città della Sicilia.
Sempre a Napoli, nel 1825, fondò a Capodimonte, presso l'attuale corso Amedeo di Savoia, la prima grande fabbrica di birra della città, che è stata in attività fino al 1955, quando l'impianto, acquistato nel 1929 dalla Peroni che a sua volta lo rilevò dalla Società Birrerie Meridionali, fu chiuso in favore della nuova fabbrica costruita nel quartiere periferico di Miano. Poco dopo la vecchia birreria verrà demolita.